# Politikåret 1878

## Händelser
- 16 mars - Sverige säljer Sankt Barthélemy till Frankrike.[1]
- 24 mars -  Benedetto Cairoli efterträder Agostino Depretis som Italiens konseljpresident.[2]
- 17 oktober - John A. Macdonald efterträder Alexander Mackenzie som Kanadas premiärminister.[3]
- 19 december -  Agostino Depretis efterträder Benedetto Cairoli som Italiens konseljpresident.[2]

## Val och folkomröstningar
- Okänt datum - Andrakammarval hålls i Sverige.

### Fotnoter
1. ↑  ”Saint-Barthélemy” (på engelska). World Statesmen. http://www.worldstatesmen.org/Saint_Bart.html. Läst 29 juli 2015.
2. 1 2  ”Italy” (på engelska). World Statesmen. http://www.worldstatesmen.org/Italy.htm. Läst 31 juli 2015.
3. ↑  ”Canada” (på engelska). World Statesmen. http://www.worldstatesmen.org/Canada.html. Läst 1 augusti 2015.